# Ius agendi cum senatu
Das ius agendi cum senatu war ein dem Volkstribunat in der Zeit der römischen Republik eingeräumtes Recht. Es gestattete den Tribunen, gestaltend an der Politik des Senats mitzuwirken. Das bedeutete, dass sie den Senat einberufen durften (ius senatus habendi), um dort aufgrund ihres Relationsrechts Anträge zu stellen. Anders als beim Gebrauch des Rogationsrechts standen sich Tribune und Senat bei der ius agendi cum senatu als Verfassungsorgane einander nicht gegenüber, sondern nebeneinander. Die eingeräumte Rechtsmacht wird als Ausfluss der Funktionalität der plebiszitären lex Hortensia erachtet.
Mit dieser Kompetenz konnten die Volkstribunen ihren rechtlichen Aktionsrahmen erweitern, denn vormals war es ihnen lediglich gestattet, Anträge mit Veto-Rechten zu quittieren und gegen Senatsbeschlüsse zu interzedieren, heißt, dass sie es verhindern konnten, dass der Senat sich mit bestimmten Angelegenheiten befasste oder Entscheidungen traf. Das ius agendi cum senatu ermöglichte indessen, dass das Volkstribunat sich in die aktuelle Senatspolitik einmischen konnte. Auch wenn die Einberufung des Senats regelmäßig von der Obermagistratur ausging, war dem Tribunat politische Teilhabe gewiss. Referiert werden musste allerdings vor der Promulgation, da Relationen nach der öffentlichen Bekanntmachung von Gesetzesvorschlägen die Autorität des Senats untergraben hätten.
Nach Quellenlage erstmals, übte der Tribun Lucius Scribonius Libo im Jahr 216 v. Chr. sein tribunizisches Relationsrecht aus. Gegenstand war der Loskauf von durch Hannibal gefangengenommenen Römern. Des Tribuns persönliches Interesse an einer Antragstellung war tangiert, weil sich unter den Gefangenen ein persönlicher Verwandter befand. Er drang letztlich nicht durch, weil der Senat den Antrag ablehnte. Andersherum vermochte der Tribun M. Lucretius sechs Jahre später mit der Forderung beim Senat durchzudringen, dass die Ernennung eines Diktators comitiorum habendorum causa vorangetrieben würde, obgleich das Vorhaben bereits am konsulischen Widerstand gescheitert war. Letztlich resultierte aber ein Senatsbeschluss, wegbereitend für ein Plebiszit, das den Diktator nebst seinem magister equitum namentlich benannte.
In der Kaiserzeit kam das ius agendi cum senatu dem Princeps zugute, weil seit der Regentschaft Augustus’ diesem zur Erweiterung seines imperium die tribunicia potestas zugefallen war.